# Chùm ngây
Chùm ngây hay ba đậu dại (danh pháp hai phần: Moringa oleifera) là loài thực vật thân gỗ phổ biến nhất trong Chi Chùm ngây (danh pháp khoa học: Moringa) thuộc họ Chùm ngây (Moringaceae), xuất xứ từ vùng Nam Á nhưng cũng mọc hoang và được trồng, khai thác, sử dụng nhiều nơi trên thế giới do có giá trị kinh tế cao.
Trong tiếng Anh, cây chùm ngây có nhiều tên gọi khác nhau như "cây cải ngựa" (Horseradish tree, do rễ non của cây có vị của cải ngựa, mù tạt), "cây dùi trống" (Drumstick tree, do thân/quả cây giống dùi trống), "cây dầu bel" (Bel-oil tree, do dầu ép từ hạt cây được bán với tên gọi bel-oil).

## Đặc điểm
Cây thân mộc cao cỡ trung bình, ở độ tuổi trưởng thành cây có thể mọc cao hàng chục mét. 1 tuổi nếu không cắt ngọn cây có thể cao tới 5-6m và có đường kính 10 cm. 3-4 năm tuổi là cây ở độ tuổi trưởng thành. Thân cây óng chuốt, không có gai. Lá kép dài 30–60 cm, hình lông chim, màu xanh mốc; lá chét dài 12–20 mm hình trứng, mọc đối có 6-9 đôi. Cây trổ hoa vào các tháng 1–2. Hoa trắng kem, có cuống, hình dạng giống hoa đậu, mọc thành chùy ở nách lá, có lông tơ, nhiều mật. Quả dạng nang treo, dài 25–40 cm, ngang 2 cm, có 3 cạnh, chỗ có hạt hơi gồ lên, dọc theo quả có khía rãnh. Hạt màu đen, tròn có 3 cạnh, lớn cỡ hạt đậu Hà Lan.

## Hoạt chất và dinh dưỡng
| Giá trị dinh dưỡng cho mỗi 100 g (3,5 oz) | Giá trị dinh dưỡng cho mỗi 100 g (3,5 oz) |
| --- | ----------------------------------------- |
| Năng lượng | 155 kJ (37 kcal)                          |
| |                                           |
| Carbohydrat | 8.53 g                                    |
| Chất xơ | 3.2 g                                     |
| |                                           |
| |                                           |
| Chất béo | 0.2 g                                     |
| |                                           |
| |                                           |
| Protein | 2.1 g                                     |
| \| Vitamin và khoáng chất \| Vitamin và khoáng chất \| \| ---------------------- \| ---------------------- \| \| \| \| \| \| \| \| Vitamin \| Lượng %DV† \| \| Vitamin A equiv. \| 0% 4 μg \| \| Thiamine (B1) \| 4% 0.053 mg \| \| Riboflavin (B2) \| 6% 0.074 mg \| \| Niacin (B3) \| 4% 0.62 mg \| \| Acid pantothenic (B5) \| 16% 0.794 mg \| \| Vitamin B6 \| 7% 0.12 mg \| \| Folate (B9) \| 11% 44 μg \| \| Vitamin C \| 157% 141 mg \| \| \| \| \| \| \| \| Chất khoáng \| Lượng %DV† \| \| Calci \| 2% 30 mg \| \| Sắt \| 2% 0.36 mg \| \| Magiê \| 11% 45 mg \| \| Mangan \| 11% 0.259 mg \| \| Phốt pho \| 4% 50 mg \| \| Kali \| 15% 461 mg \| \| Natri \| 2% 42 mg \| \| Kẽm \| 4% 0.45 mg \| \| \| \| |                                           |
| |                                           |
| Thành phần khác | Lượng                                     |
| Nước | 88.2 g                                    |
| |                                           |
| Link to USDA Database entry |                                           |
| † Tỷ lệ phần trăm được ước tính dựa trên khuyến nghị Hoa Kỳ dành cho người trưởng thành, ngoại trừ kali, được ước tính dựa trên khuyến nghị của chuyên gia từ Học viện Quốc gia. |                                           |
| Vitamin và khoáng chất |                                           |
| |                                           |
| |                                           |
| Vitamin | Lượng %DV†                                |
| Vitamin A equiv. | 0% 4 μg                                   |
| Thiamine (B1) | 4% 0.053 mg                               |
| Riboflavin (B2) | 6% 0.074 mg                               |
| Niacin (B3) | 4% 0.62 mg                                |
| Acid pantothenic (B5) | 16% 0.794 mg                              |
| Vitamin B6 | 7% 0.12 mg                                |
| Folate (B9) | 11% 44 μg                                 |
| Vitamin C | 157% 141 mg                               |
| |                                           |
| |                                           |
| Chất khoáng | Lượng %DV†                                |
| Calci | 2% 30 mg                                  |
| Sắt | 2% 0.36 mg                                |
| Magiê | 11% 45 mg                                 |
| Mangan | 11% 0.259 mg                              |
| Phốt pho | 4% 50 mg                                  |
| Kali | 15% 461 mg                                |
| Natri | 2% 42 mg                                  |
| Kẽm | 4% 0.45 mg                                |
| |                                           |

| Vitamin và khoáng chất | Vitamin và khoáng chất |
| ---------------------- | ---------------------- |
|                        |                        |
|                        |                        |
| Vitamin                | Lượng %DV†             |
| Vitamin A equiv.       | 0% 4 μg                |
| Thiamine (B1)          | 4% 0.053 mg            |
| Riboflavin (B2)        | 6% 0.074 mg            |
| Niacin (B3)            | 4% 0.62 mg             |
| Acid pantothenic (B5)  | 16% 0.794 mg           |
| Vitamin B6             | 7% 0.12 mg             |
| Folate (B9)            | 11% 44 μg              |
| Vitamin C              | 157% 141 mg            |
|                        |                        |
|                        |                        |
| Chất khoáng            | Lượng %DV†             |
| Calci                  | 2% 30 mg               |
| Sắt                    | 2% 0.36 mg             |
| Magiê                  | 11% 45 mg              |
| Mangan                 | 11% 0.259 mg           |
| Phốt pho               | 4% 50 mg               |
| Kali                   | 15% 461 mg             |
| Natri                  | 2% 42 mg               |
| Kẽm                    | 4% 0.45 mg             |
|                        |                        |

Các bộ phận của cây chứa nhiều khoáng chất quan trọng, giàu chất đạm, vitamin, beta-caroten, amino acid và nhiều hợp chất phenol. Cây chùm ngây cung cấp một hỗn hợp gồm nhiều hợp chất quý hiếm như zeatin, quercetin, alpha-sitosterol, caffeoylquinic acid và kaempferol. Một số nguồn nghiên cứu cho biết chùm ngây chứa hơn 90 chất dinh dưỡng tổng hợp bao gồm bảy loại vitamin, sáu loại khoáng chất, 18 loại amino acid, 46 chất chống oxy hóa, liều lượng lớn các chất chống viêm nhiễm, các chất kháng sinh, kháng độc tố, các chất giúp ngăn ngừa và điều trị ung thư, u xơ tiền liệt tuyến, giúp ổn định huyết áp, hạ cholesterol, bảo vệ gan.
Lá chùm ngây còn chứa nhiều dưỡng chất hơn cả quả và hoa, tính theo trọng lượng, trong đó vitamin C hơn cam 7 lần, vitamin A hơn cà rốt 4 lần, calci gấp 4 lần sữa, sắt gấp 3 lần cải bó xôi, đạm nhiều gấp đôi sữa chua và potassium gấp 3 lần trái chuối
Những nghiên cứu về chùm ngây đa số được thực hiện ở Ấn Độ, Philippines và Châu Phi. Cây được biết đến và sử dụng từ hàng ngàn năm ở các nước có nền văn minh cổ như Hy Lạp, Ý, Ấn Độ. Được xem là một trong những loài cây hữu dụng bậc nhất thế giới do toàn bộ các phần trên cây chùm ngây đều có thể được dùng làm thức ăn hoặc phục vụ cho các mục đích khác nhau, nên chùm ngây hiện đang được khuyến khích trồng ở nhiều quốc gia trên thế giới, đặc biệt là những nước nghèo. Rau chùm ngây là nguồn thức ăn tốt cho trẻ sơ sinh và bà mẹ vừa mới sinh con.
Các tổ chức phi chính phủ là "Trees for Life International", "Church World Service", "Educational Concerns for Hunger Organization" và "Volunteer Partnerships for West Africa" đã ủng hộ cho cây chùm ngây là "nguồn dinh dưỡng tự nhiên cho các nước nhiệt đới". Một nhà nghiên cứu đã công bố rằng "bột lá chùm ngây có tác dụng dinh dưỡng và có thể sử dụng để chống lại nạn đói." Cây chùm ngây cho nhiều lá vào cuối mùa khô trong khi các loài cây rau khác thường cho ít lá.

## Phân bố

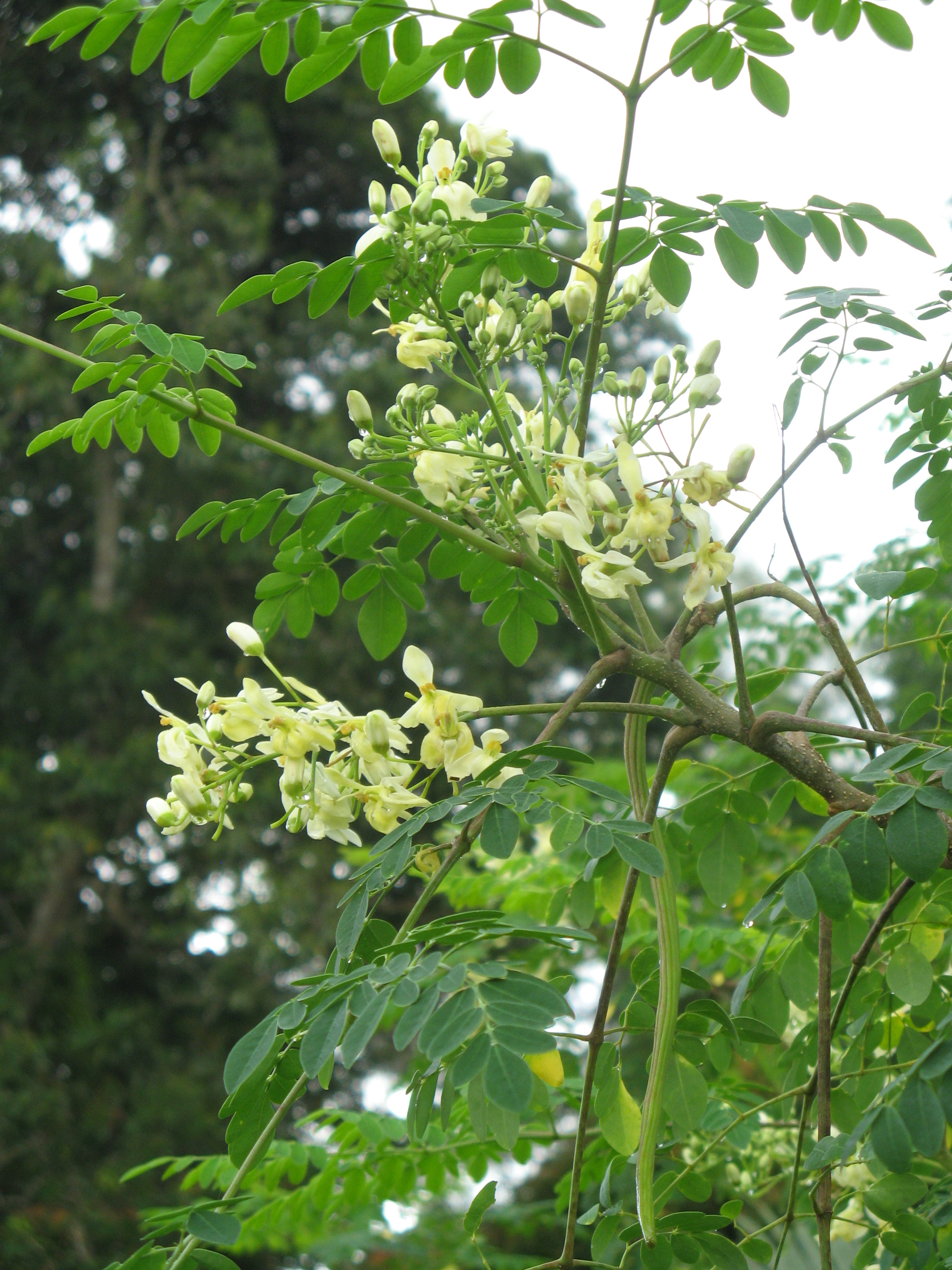
Nhánh chùm ngây: lá, hoa và quả non

Bản địa chùm ngây là ở vùng sơn cước Hi Mã Lạp Sơn tây bắc Ấn Độ, có lịch sử phát hiện và sử dụng hơn 4000 năm, nhưng ngày nay được trồng rộng rãi ở Phi châu, Trung Mỹ, Nam Mỹ, Đông Nam Á v.v.
Ở Việt Nam chùm ngây là loài duy nhất của Chi Chùm ngây được phát hiện mọc hoang từ lâu đời tại nhiều nơi như Thanh Hóa, Ninh Thuận, Bình Thuận, vùng Bảy Núi ở An Giang, đảo Phú Quốc v.v. Tuy vậy trước đây cây ít được chú ý, có nơi trồng chỉ để làm hàng rào, và chỉ trong vài chục năm trở lại đây khi hạt cây từ nước ngoài được mang về Việt Nam, được trồng có chủ định và qua nghiên cứu người ta thấy cây có nhiều tác dụng đặc biệt nên tưởng là cây mới du nhập

## Trồng trọt

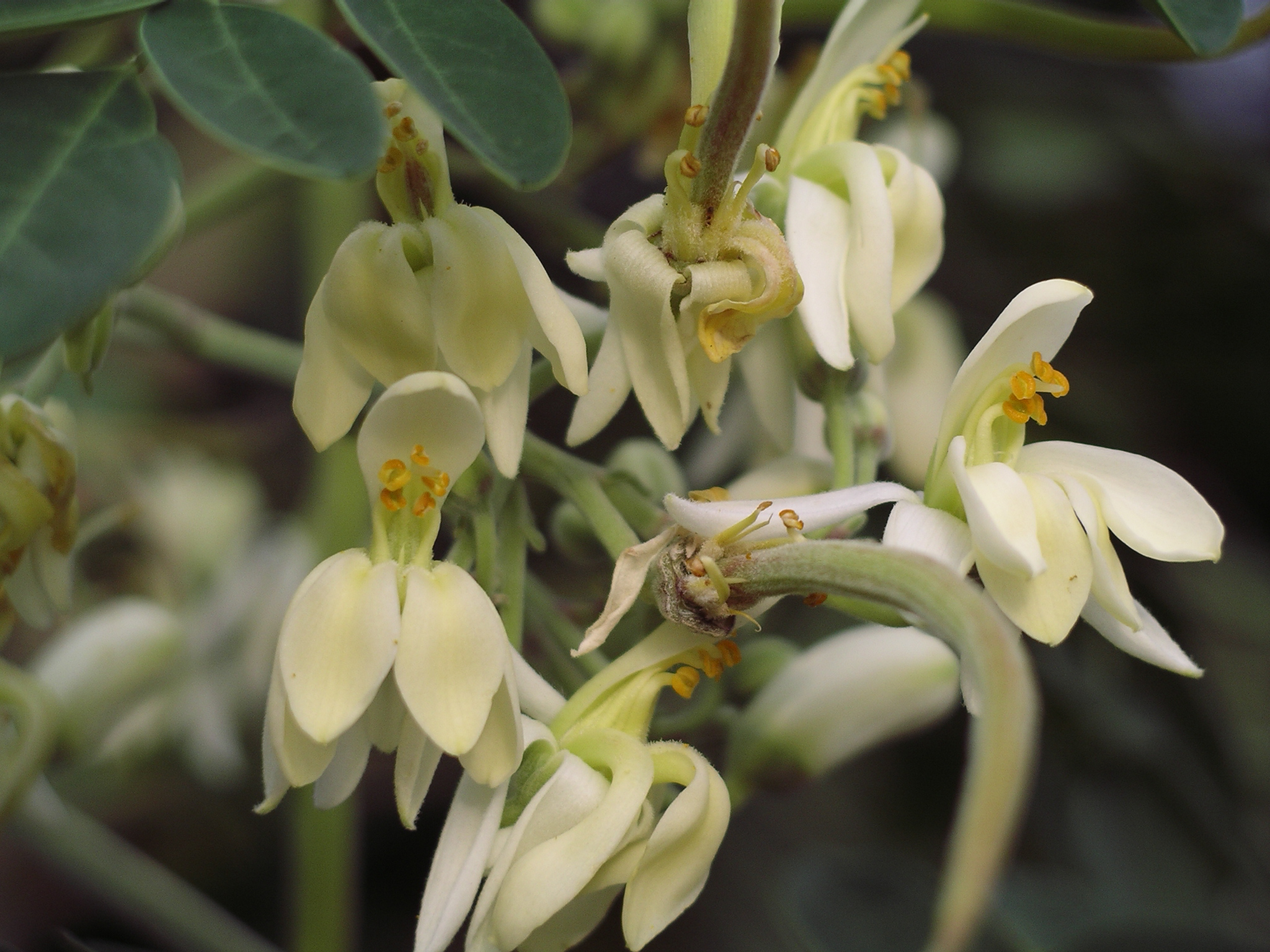
Hoa chùm ngây

Cây chùm ngây rất dễ trồng, có thể trồng từ hạt, hom cành, hom củ và trồng được quanh năm. Vùng thiếu nước nên trồng vào mùa mưa, tức khoảng tháng 4, tháng 5. Cây được trồng nhiều ở những vùng đất khô hạn khắc nghiệt nhiệt đới hoặc bán nhiệt đới. Cây chuộng đất ráo nước, nhiều cát, dù là đất xấu cũng dễ mọc, chịu được hạn hán, ưa nắng, hầu như không bị sâu bệnh hại do đó chăm sóc cây không cần điều kiện gì đặc biệt về phân bón và nước tưới. Tuy nhiên cây không chịu được úng ngập và dễ chết nếu không được thoát nước tốt. Biểu hiện ban đầu của sự dư nước dưới rễ chùm ngây là trên lá cây xuất hiện những đốm trắng, khi đó người trồng cây cần ngưng tưới hoặc tìm cách thoát nước cho cây.
Gỗ chùm ngây khá mềm, giòn nên thân cành dễ bị gãy trong mưa bão. Do đó nếu trồng cây để khai thác sử dụng người trồng thường cắt ngọn cây khi đạt độ cao nhất định, vừa tiện thu hái; vừa kích thích cây đâm tược, nảy cành theo cấp số nhân như tán dù; vừa hạn chế thiệt hại do gãy đổ.

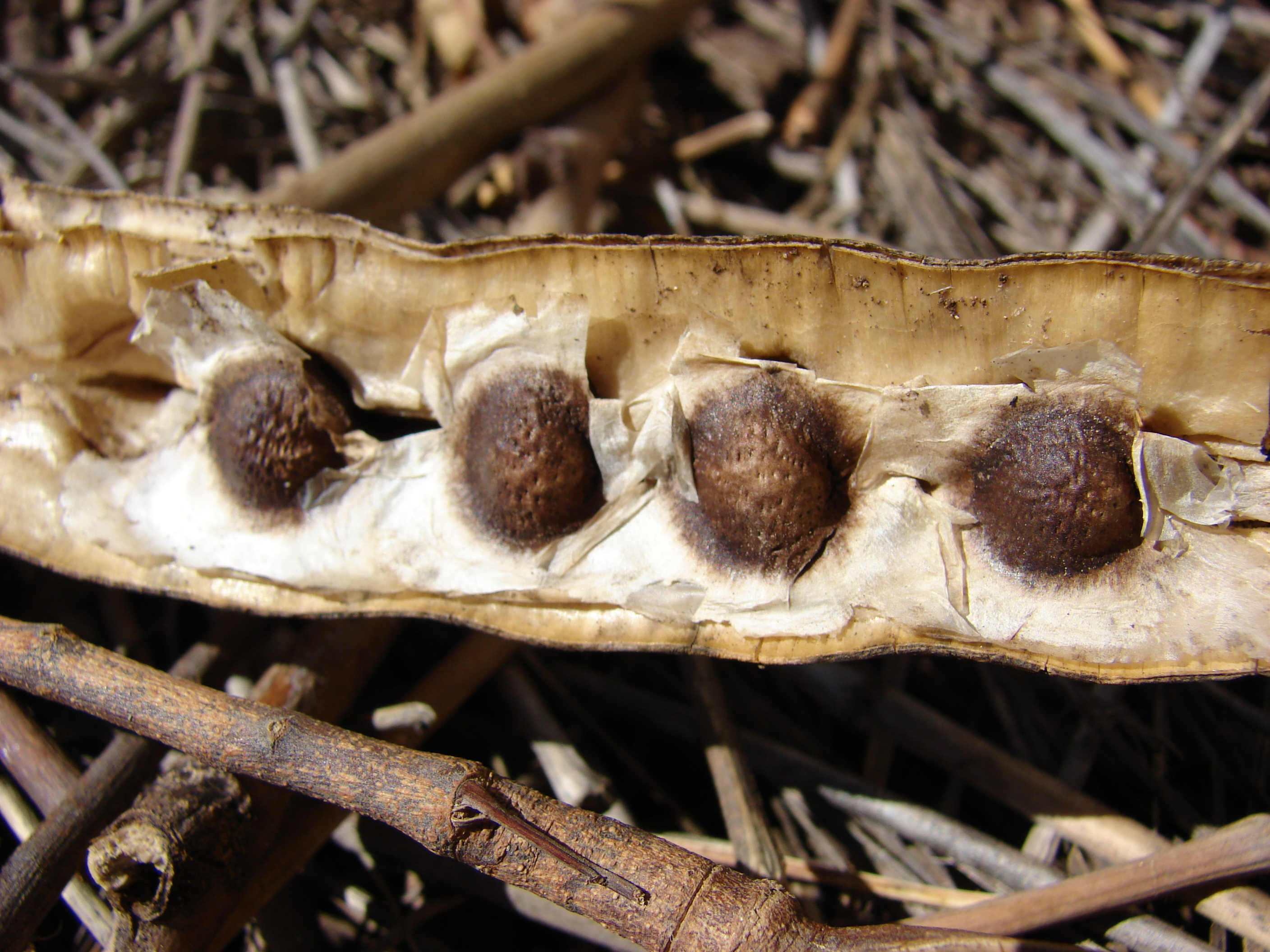
Quả chùm ngây khô đã tách vỏ

## Ứng dụng

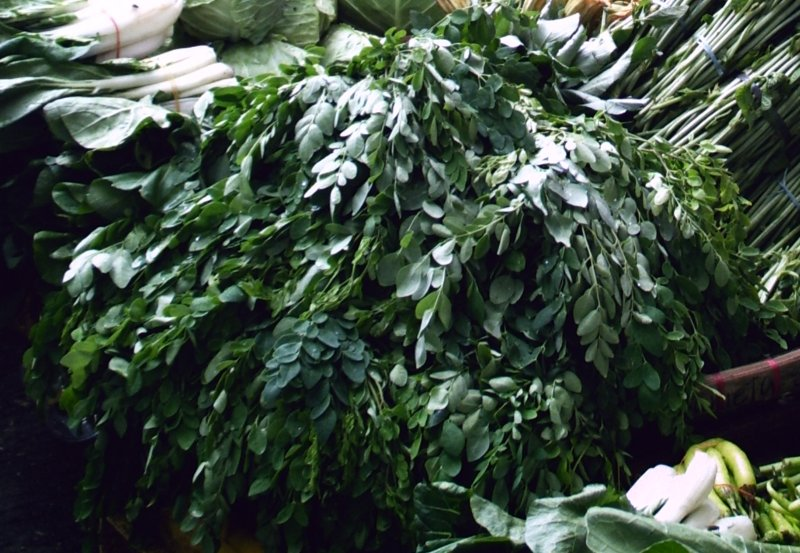
Rau chùm ngây bán tại chợ Philippines

Hầu hết các bộ phận như lá, hoa, quả, hạt, rễ, thân của cây chùm ngây đều hữu dụng với con người. Bằng cách canh tác chùm ngây, nhà nông có thể cải thiện đất xấu. Lá, hoa và quả non của chùm ngây, với rất nhiều dinh dưỡng và nguyên tố vi lượng, được dùng làm thực phẩm cho người và gia súc, giúp xóa đói giảm nghèo, góp phần đảm bảo an ninh lương thực, chống suy dinh dưỡng trẻ em tại các quốc gia đang phát triển.

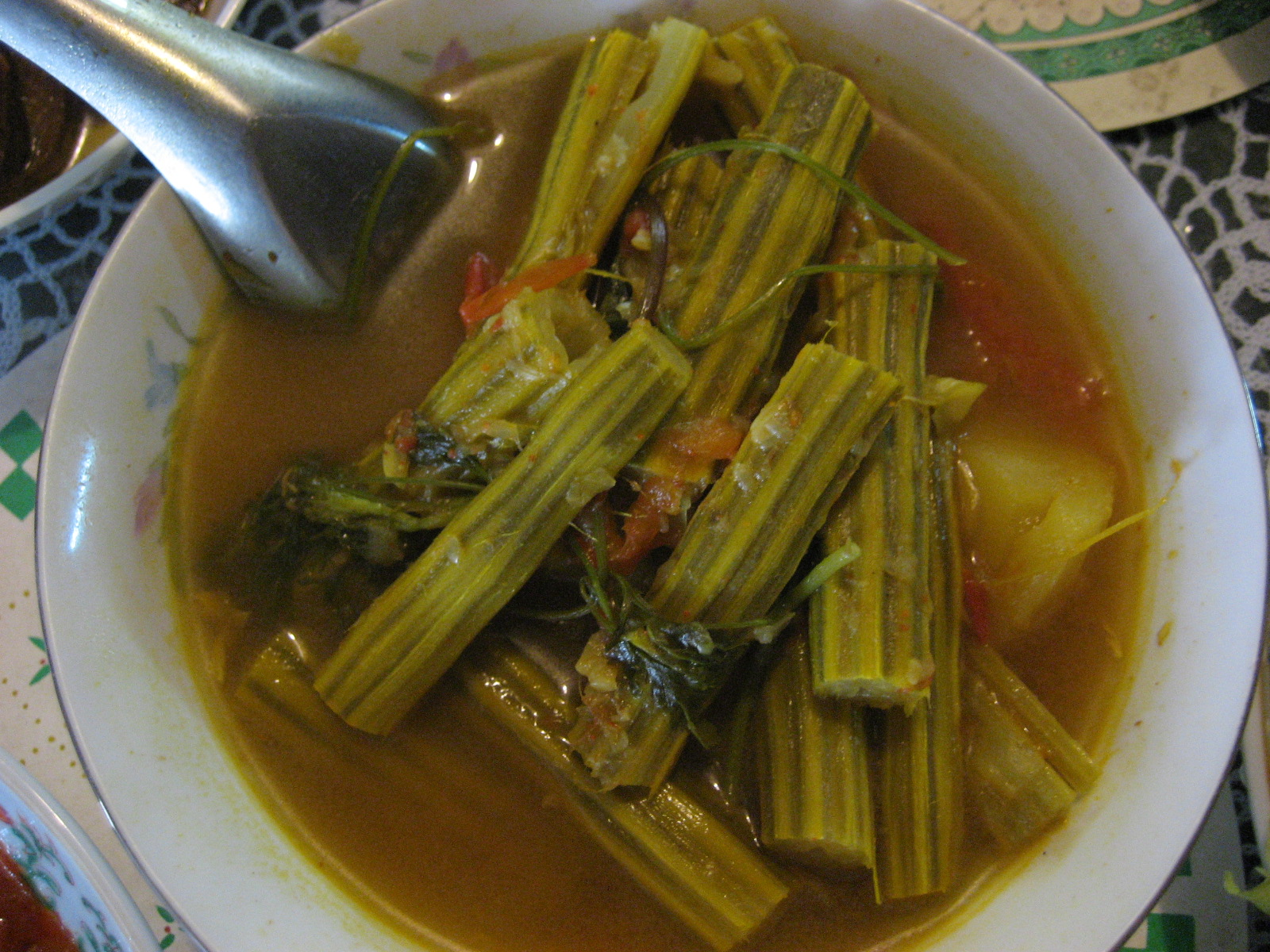
Món canh của Myanmar từ quả chùm ngây

Trong ẩm thực, lá non và thậm chí cả lá già của chùm ngây được sử dụng để nấu canh với thịt, tôm, nấm hoặc nấu suông (mùi vị tương tự rau ngót), trộn salad, ăn sống, xào thịt, trứng. Lá chùm ngây phơi khô tán bột có thể để rất lâu mà không mất dinh dưỡng, sử dụng cho việc nhào bột bánh, pha nước uống, làm sốt cho mỳ pasta, thịt cừu nướng,... Hoa chùm ngây có nhiều mật ngọt và giàu dinh dưỡng, làm rau hoặc phơi khô dùng nấu lấy nước uống như một loại trà. Trái non được dùng xào, nấu canh, hầm xương, ninh súp như đậu cô ve và cho hương vị gần tương tự măng tây. Khi già, hạt chùm ngây có thể rang ăn như đậu phộng. Rễ non của cây ăn sống hoặc làm gia vị như cải ngựa (mù tạt). Tuy nhiên tương tự rau ngót, lô hội, hạn chế sử dụng rau và các chế phẩm từ chùm ngây cho phụ nữ có thai.
Tư vấn về thực dưỡng với chùm ngây cho biết khi nấu canh rau chùm ngây chỉ cần vừa chín tới để bảo tồn tốt nhất dưỡng chất, không cần nhiều rau vì lượng dinh dưỡng trong rau rất cao, nêm ít gia vị, không cần hoặc cần rất ít mì chính vì rau có vị ngọt đậm tự nhiên.
Sự chú ý đến công dụng của chùm ngây ngày càng tăng lên tại nhiều quốc gia trên thế giới và trong thực tế, loài cây này đã vượt ra ngoài khuôn khổ là một loại rau mà được sử dụng rộng rãi và đa dạng trong công nghệ dược phẩm, mỹ phẩm, nước giải khát dinh dưỡng và thực phẩm chức năng. Các quốc gia đang phát triển sử dụng chùm ngây như dược liệu kết hợp chữa hàng trăm loại bệnh hiểm nghèo, bệnh thông thường như phòng và trị ung thư, tiểu đường, thiếu máu, còi xương, tim mạch, kinh phong, sưng tấy, viêm nhiễm, mỡ máu, đau dạ dày, ngừa thai, ung loét, lão hóa, suy nhược cơ thể, suy nhược thần kinh, trị chứng bất lực và tăng cường khả năng ham muốn tình dục.
Thống kê chưa đầy đủ cho thấy chùm ngây có thể được sử dụng để điều trị đến hơn 300 căn bệnh. Đặc biệt, hợp chất zeatin, với năng lực chống lão hóa mạnh mẽ, trong chùm ngây cao gấp vài ngàn lần so với bất kỳ một loại cây nào khác. Thêm vào đó, chùm ngây cũng có hai loại hợp chất phòng ung thư và chặn đứng sự tăng trưởng của khối u, khiến cây được mệnh danh là loại cây phòng ung thư
Chùm ngây đặc biệt tốt cho bệnh nhân ung thư vì những chất dinh dưỡng mà nó mang lại rất đầy đủ mà lại không dư thừa, nó giúp cho các tế bào bình thường có đủ chất để hoạt động, trong khi lại cung cấp ít chất dinh dưỡng cho khối u có cơ hội để phát triển.
Hạt khô của cây có thể được ứng dụng để làm hoạt chất lọc nước hoặc ép lấy dầu. Chất dầu trong hạt có phẩm chất tốt, màu vàng tươi sáng với một hương vị dễ chịu có được so sánh chất lượng với dầu oliver, để rất lâu không hỏng và được sử dụng làm dầu ăn hoặc dầu máy. Tại các vùng ô nhiễm nơi nông thôn nghèo châu Á, châu Phi, hạt chùm ngây thường được nghiền nát hòa vào nước, để lắng, các chất cặn bẩn sẽ bị loại bỏ hoàn toàn. Nước sạch này còn được sát khuẩn do tác dụng của chất dầu cay trong hạt, nên có thể dùng ngay làm nước uống.
Do chùm ngây mọc nhanh, sống được ở những điều kiện đất đai khô cằn và trong điều kiện khí hậu khắc nghiệt, chịu được hạn hán, nên nhiều nơi trên thế giới chùm ngây được trồng làm hàng rào xanh che chắn cho các khu sản xuất nông nghiệp, che bóng cho các cây công nghiệp dài ngày, chắn gió, chắn cát. Cây cũng có khả năng cải tạo đất tốt, lá già làm phân hữu cơ và thức ăn bổ sung cho gia súc rất tốt. Dáng cây thon, thân óng, tán đẹp, lá xanh mướt nên còn được trồng làm cảnh.
Tuy thuộc loại mộc nhưng gỗ thân cây mềm, nhẹ, là nguồn nguyên liệu tiềm năng cho kỹ nghệ giấy và còn được dùng để chế phẩm màu xanh.